# Midøya
Midøya est une île habitée de la commune de Molde, du comté de Møre et Romsdal, dans la mer de Norvège.

## Description
L'île de 13,6 km2 se trouve à l'entrée du Romsdalsfjord entre les îles de Dryna et d'Otrøya. Jusqu'en 1965, l'île était divisée entre les municipalités de Sør-Aukra et Vatne. Le pont de Midsund relie cette île au village de Midsund sur l'île voisine d'Otrøya.

### Nom
La forme en vieux norrois du nom était Miðja, « qui est au milieu ». Le nom fait probablement référence au fait que l'île se situe entre Otrøya et Dryna.